# Dimitar Sztojanov
Dimitar Sztojanov (bolgárul: Димитър Стоянов-, angolul: Dimitar Stoyanov) (Szófia, 1907 – ?) bolgár nemzetközi labdarúgó-játékvezető.

## Pályafutása

### Nemzetközi játékvezetés
A Bolgár labdarúgó-szövetség Játékvezető Bizottsága (JB) terjesztette fel nemzetközi játékvezetőnek, a Nemzetközi Labdarúgó-szövetség (FIFA) 1947-től tartotta nyilván bírói keretében. Több nemzetek közötti válogatott és klubmérkőzést vezetett vagy működő társának partbíróként segített. Az aktív nemzetközi játékvezetéstől 1948-ban búcsúzott. Válogatott mérkőzéseinek száma: 2.

## Statisztika

### Nemzetközi válogatott mérkőzései
| #  | Dátum               | Helyszín                    | Hazai        | Eredmény | Vendég   | Kiírás      | Gólok | Esemény |
| -- | ------------------- | --------------------------- | ------------ | -------- | -------- | ----------- | ----- | ------- |
| 1. | 1947. augusztus 20. | Budapest, Üllői úti stadion | Magyarország | 3 – 0    | Albánia  | Balkán-kupa | -     |         |
| 2. | 1948. május 2.      | Bukarest                    | Románia      | 0 – 1    | Albánia  | Balkán-kupa | -     |         |
|    | Összesen            |                             |              | 2        | mérkőzés |             |       |         |